# Telia Lietuva
Telia Lietuva ist ein litauischer Telekommunikations- und Mobilfunk-Betreiber und gehört zur Telia Company als größtes Einzelunternehmen der Gruppe im Baltikum und in Nordeuropa. Das Unternehmen entstand durch die Fusion der Firmen Omnitel, TEO LT, Lintel und dem Baltic Data Center. Eine weitere Marke des Unternehmens ist Ezys.
Das Unternehmen bietet Produkte in den Bereichen Festnetztelefonie, Mobiltelefonie, Internet und IPTV an.

## Geschichte
Am 17. Dezember 1991 wurde das litauische Kommunikationswesen und die Struktur  neu organisiert. Durch die Gründung der Lietuvos paštas und der Telefongesellschaft 'Lietuvos telekomas' wurden die Dienstleistungen der postalischen Kommunikation von der elektronischen Kommunikation getrennt.
Bis 2006 hieß die letzte als Lietuvos telekomas und später Teo LT. Dieses Telekommunikationsunternehmen war im Besitz der TeliaSonera-Gruppe (später: Telia Company). Teo LT war bis dato der größte Telefon-Festnetz-Betreiber in Litauen.
Im Dezember 2006 hat Teo LT angekündigt, einen Vertrag mit den Gesellschaftern der UAB Mikrovisatos TV (einer der führenden Internet- und Kabel-TV-Anbieter in Litauen) zu unterzeichnen. Ende Februar 2009 wurde der Vertrag aufgelöst.
Teo LT und ihre Tochtergesellschaft Lintel waren die wichtigsten Sponsoren des Frauen-Basketball-Vereine in Vilnius.
Im Jahr 2017 fusionierte die Firma mit Omnitel zu Telia Lietuva. Die Firma ist nun ein vollständiges Tochterunternehmen der Telia Company.